# Josip Mihalović
Josip Mihalović (Torda, 16 gennaio 1814 – Zagabria, 19 febbraio 1891) è stato un cardinale e arcivescovo cattolico croato.

## Biografia
Nacque nel villaggio di Torda nell'attuale comune di Žitište in Serbia. Compì i suoi studi prima a Seghedino e successivamente al seminario di Timișoara.
Fu ordinato sacerdote il 12 agosto 1836. Ebbe nella sua diocesi di Csanád vari incarichi: cerimoniere vescovile, direttore della cancelleria, pro-vicario generale e vice-arcidiacono.
Il 27 giugno 1870 venne nominato arcivescovo di Zagabria. Ricevette la consacrazione episcopale il 17 luglio a Vienna dall'arcivescovo Mariano Falcinelli Antoniacci, nunzio apostolico in Austria.
Papa Pio IX lo elevò al rango di cardinale nel concistoro del 22 giugno 1877 e il 25 giugno dello stesso anno ricevette il titolo di San Pancrazio fuori le mura. Partecipò al conclave del 1878 che elesse papa Leone XIII.
Morì all'età di 77 anni ed è sepolto nella cattedrale di Zagabria.

## Genealogia episcopale e successione apostolica
La genealogia episcopale è:
- Cardinale Scipione Rebiba
- Cardinale Giulio Antonio Santorio
- Cardinale Girolamo Bernerio, O.P.
- Arcivescovo Galeazzo Sanvitale
- Cardinale Ludovico Ludovisi
- Cardinale Luigi Caetani
- Cardinale Ulderico Carpegna
- Cardinale Paluzzo Paluzzi Altieri degli Albertoni
- Papa Benedetto XIII
- Papa Benedetto XIV
- Papa Clemente XIII
- Cardinale Giovanni Carlo Boschi
- Cardinale Bartolomeo Pacca
- Cardinale Gabriel della Genga Sermattei
- Cardinale Mariano Falcinelli Antoniacci, O.S.B.Cas.
- Cardinale Josip Mihalović

La successione apostolica è:
- Vescovo Ivan Pavlešić (1871)
- Arcivescovo Josip Juraj Posilović (1876)
- Vescovo Paškal Buconjić, O.F.M.Obs. (1880)
- Vescovo Francesco Gašparić (1884)